# Opozice (lingvistika)
Opozice je systémový vztah mezi dvěma různými jazykovými objekty, které na základě odlišné hodnoty nějakého atributu (vlastnosti) patří ke dvěma kategoriím.
Ideálně se dané objekty mohou lišit v hodnotě jednoho rysu. Např. substantiva „stůl“ a „židle“ se liší rysem gramatický rod tak, že první patří do kategorie maskulin (substantiva mužského rodu) a druhé patří ke kategorii feminin (substantiva ženského rodu). Říkáme, že slova „stůl“ a „židle“ stojí v morfologické opozici gramatického rodu. Analogicky lze opozici chápat na jiných úrovních jazyka. Syntax rozděluje věty podle různých opozic na kladné a záporné, oznamovací a tázací atd.
Podle strukturalismu jsou všechny systémy jazyka budovány na relativně jednoduchých opozicích.

## Opozice ve fonologii
Ve fonologii je opozice protiklad mezi dvěma fonologickými jednotkami (hláskami). Nikolaj Sergejevič Trubeckoj rozlišil tři druhy opozice:
- privativní opozice – oba členy ve vztahu jsou stejné krom jednoho rysu, jeden člen tento rys vykazuje (příznakový člen), zatímco druhý nikoli.

Např. mezi souhláskami b a p je privativní opozice ve znělosti: zatímco b má příznak (zde znělost), p příznak nemá. Všechny ostatní rysy jinak mají tyto dvě hlásky společné.
- graduální opozice – na rozdíl od privativní opozice mají všechny členy opozice danou vlastnost, liší se však míra této vlastnosti.

Např. samohlásky i – e – a mají vlastnost otevřenosti, její míra se však liší.
- ekvipolentní opozice – členy opozice jsou téměř stejné, liší se však v tom, že jeden z nich má distinktivní rys A a druhý distinktivní rys B. V ekvipolenci neexistuje žádný příznak.

Několik párů hlásek stojících ve stejné opozici často vytváří řadu, kterou nazýváme korelace opozic. Opozice znělosti tvoří korelaci, na níž se podílejí mj. tyto páry: p – b, t – d, k – g, f – v, s – z, š – ž.
Ve zvukovém systému jazyka je ovšem mnoho párů hlásek, které se liší víc než jednou opozicí. Např. p se liší od d ve dvou opozicích: znělostí a místem artikulace. Proto různé generativní fonologie opustily pojem opozice a vystačí s pojmem distinktivní rys.